# The Dog Stars
Pour plus de détails, voir Fiche technique et Distribution.
The Dog Stars est un film américano-britannique réalisé par Ridley Scott et dont la sortie est prévue en 2026. Il s'agit d'une adaptation du roman du même nom de Peter Heller.

## Synopsis
Depuis une dizaine d'années une mystérieuse pandémie a décimé les États-Unis. Hig, un jeune pilote, survit sur une base aérienne abandonnée du Colorado avec son chien Jasper et un ancien soldat, Bangley. Lorsque son Cessna 182 capte une transmission radio, il reprend espoir en une terre accueillante et une vie agréable.

## Fiche technique
Sauf indication contraire, les informations mentionnées dans cette section peuvent être confirmées par les bases de données cinématographiques IMDb et Allociné,  présentes dans la section « Liens externes ».
- Titre original : The Dog Stars
- Réalisation : Ridley Scott
- Scénario : Mark L. Smith et Christopher Wilkinson, d'après le roman La Constellation du chien de Peter Heller
- Musique : N/A
- Décors : Chris Seagers
- Costumes : Janty Yates
- Photographie : Erik Messerschmidt
- Montage : N/A
- Production : Michael Pruss, Cliff Roberts, Ridley Scott et Mark L. Smith

Producteurs délégués : Lily Brooks-Dalton, Peter Heller et Brandon Scott Smith
- Société de production : Scott Free Productions
- Société de distribution : 20th Century Studios
- Budget : N/A
- Pays de production :  États-Unis,  Royaume-Uni
- Langue originale : anglais
- Format : couleur
- Genre : science-fiction post-apocalyptique, action, thriller, survie
- Dates de sortie[2] : Dates sujettes à modification
  - États-Unis : 27 mars 2026
  - France : mars 2026

## Distribution
- Jacob Elordi : Hig
- Margaret Qualley : Cima
- Josh Brolin : Bangley
- Guy Pearce
- Benedict Wong

## Production

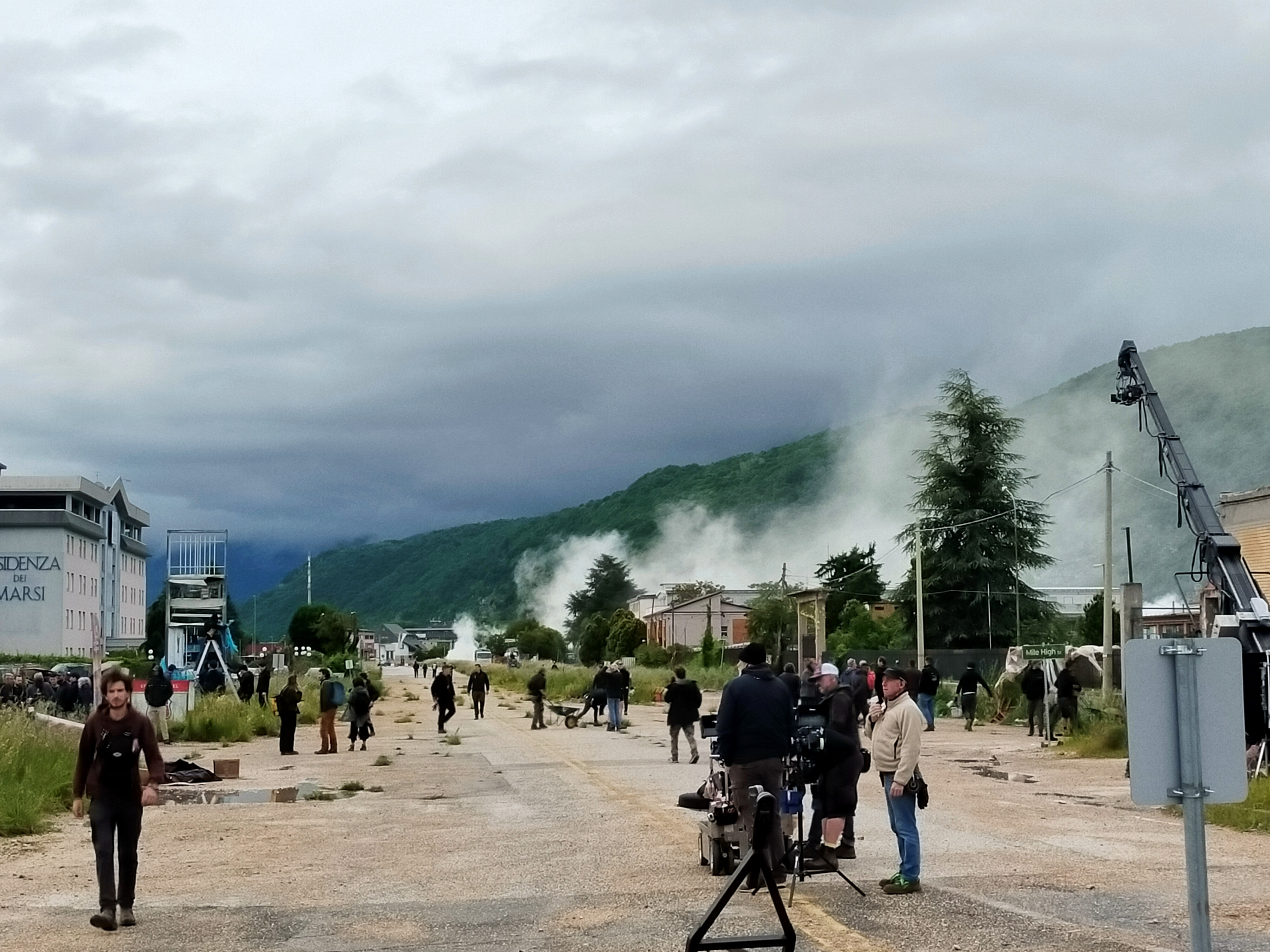
Sur le plateau du film à Avezzano en mai 2025

### Genèse et développement
En novembre 2024, Ridley Scott déclare, qu'après avoir tourné un film biographique sur les Bee Gees, il veut réaliser un film de science-fiction non révélé mais dont le scénario est déjà prêt. Il est ensuite révélé que ce projet est une adaptation du roman The Dog Stars (2012) de Peter Heller. Le scénario est adapté par Mark L. Smith et Christopher Wilkinson À cette époque, il était prévu que ce soit le prochain film de Scott, dont le tournage devait commencer au printemps 2025,. En janvier 2025, Ridley Scott confirme que son prochain film sera The Dog Stars car son projet sur les Bee Gees a été rejeté par le studio.

### Attribution des rôles
En novembre 2024, il est annoncé que Paul Mescal est en négociations avancées pour le rôle principal. Cependant, en raison d'autres projets, il est révélé en janvier 2025 que Jacob Elordi a été approché pour le remplacer. En février, Margaret Qualley, Josh Brolin et Guy Pearce finalisent leur présence dans le film. En mai 2025, Benedict Wong rejoint le film.

### Tournage
Le tournage débute en Italie en avril 2025,. Les prises de vues se déroulent dans plusieurs régions italiennes (Vénétie, Frioul-Vénétie Julienne, Abruzzes) ainsi que dans les studios Cinecittà à Rome. En mai, le tournage se poursuit à Cansiglio, Ovindoli et Avezzano,,.

## Sortie et accueil
En mai 2025, il est annoncé que le film sortira dans les salles américaines le 27 mars 2026.